# Динариди
Динариди (Динарски Алпи) су планински масив у јужној Европи, који се протеже западним делом Балканског полуострва кроз Словенију, Хрватску, Босну и Херцеговину, Србију, Црну Гору и Албанију.

## Име
Динариди су добили име по планини Динари, која се налази на граници Далмације, Босанске Крајине и Херцеговине.

## Положај
Динариди се пружају правцем северозапад–југоисток, пратећи јадранску обалу, правцем познатим као „Динарски правац”. На северозападу се спајају са Јулијским Алпима, а на југоистоку са Шарско-пиндски планинским венцем. Дужина Динарског ланца је 645 km. Највиша планина су Проклетије са Језерским врхом на 2.694 m надморске висине, а просечна висина планина је 1.500–2.200 m, док су планине на ободу ниже.

## Геологија и геоморфологија
Геолошки гледано овај планински масив представља ороген формиран током процеса Алпске орогенезе. Динарски ороген заправо представља деформисану маргину континенталне Јадранске микроплоче, преко које су обдуковани делови океанске коре океана Неотетиса. И континентални делови (који су у тектонски нижој позицији) и обдуковани делови океанске коре (оригинално у тектонски вишој позицији услед процеса обдукције) су у периоду од горње креде до данас заједно деформисани током неколико тектонских фаза. Кредна до доњомиоценска тектоника у подручју Динарида била је везана за фазе компресије, које су биле условљене конвергенцијом Јадранске микроплоче и европског континента (на истоку), а манифестована је набирањем у неколико фаза, као и активацијом великих навлака и реверсних раседа. Претпоставља се да су ови тектонски услови били одговорни и за вишефазни олигоценско-миоценски калко-алкални магматизам. Миоценска тектоника карактерише се екстензијом великих размера, која је у Динаридима пратила екстензионе процесе активне у Панонском басену. То је довело до формирања динарског језерског система, који је постојао све до горњег миоцена. Период неотектонске активности у Динаридима карактерише се компресионом до транспресионом тектоником, која је условљена даљим сударањем Јадранске микроплоче и стабилног европског континента. У подручју Динарида то доводи до сеизмичности, која је најјача на границама или близу граница плоча (далматинска обала) и постепено опада идући према унутрашњости континента.
Динариди су, макар према геолошким и тектонским карактеристикама подељени у две зоне: спољашње и унутрашње Динариде. Спољашњи део Динарида формиран је у карбонатима (кречњаци, доломити, доломитни кречњаци) Јадранске платформе. Због своје геолошке грађе, Динариди су узети као типичан пример развоја крашког процеса у свету. Поједини геоморфолошки облици, које је Јован Цвијић проучавао управо на Динаридима, имају исти назив и у светској литератури (нпр. крашко поље, увала, шкрапа). Унутрашњи део Динарида има много сложенију геолошку грађу – у основи су ниско-метаморфне и седиментне стене континенталних јединица Јадранске микроплоче, а преко њих леже океанске стене, офиолити и офиолитски меланж, које потичу од океана Неотетиса.
Од геоморфолошких облика, најбројнији су облици крашког процеса, како површински, тако и подземни. Јављају се и облици флувијалног процеса, специфичних за крас (клисуре, кањони, слепе долине, понорнице, висеће долине). На високим планинама, присутни су и облици глацијалног процеса, као што су циркови, валови, морене, као и ледничка језера.

## Становништво динарског краја
У динарском крају постоји много остатака ранијих цивилизација. Римљанима је требало три века да покоре Илире, скривене у гудурама Динарида. У мирним временима месно становништво се често одлучивало на исељавање због лоших услова живота (непроходност, изолација, испрекиданост, лош квалитет земљишта, недостатак воде у многим деловима). Због тога је овај крај и данас слабо насељен, а шумарство и рударство и до данас су остале главне привредне гране овог краја.
Специфичност месног становништва је његова висина – сматра се да су људи из динарског краја (тзв. „Динарци”) највиши у Европи. По неким подацима просечан одрастао мушкарац висок је 185,6 cm, док су жене ниже за неколико cm

## Планине
Најпознатије планине Динарског система су:
- Бијела гора
- Биоково
- Бјелашница
- Велебит
- Виситор
- Волујак
- Голија
- Грмеч
- Динара
- Дурмитор
- Жљеб (планина)
- Зеленгора
- Златар
- Златибор
- Игман
- Јахорина
- Јадовник
- Камешница
- Комови
- Копаоник
- Клековача
- Ловћен
- Љубишња
- Маглић
- Маганик
- Мањача
- Мучањ
- Орјен
- Проклетије
- Промина
- Романија
- Румија
- Сињајевина
- Свилаја
- Снежник
- Тара
- Требевић
- Трескавица
- Хајла
- Чврсница
- Чемерно

## Галерија
- Језеро Ђурићи на Тари
- Јахорина је најпознатији зимски туристички центар у Републици Српској